# Entomacrodus corneliae
Entomacrodus corneliae är en fiskart som först beskrevs av Fowler 1932.  Entomacrodus corneliae ingår i släktet Entomacrodus och familjen Blenniidae. Inga underarter finns listade i Catalogue of Life.